# Magyar Mérnöki Kamara
A Magyar Mérnöki Kamara (továbbiakban: MMK) egy törvény alapján létrehozott köztestület, amely tömöríti a kamara elveit elfogadó mérnököket.

## Jogi alap
Jelenleg jogi alapja az 1996. évi LVIII. törvény, amely együttesen rendelkezik a tervező- és szakértő mérnökök, valamint építészek szakmai kamaráiról. A jogszabály, mintegy a társadalmi elismerés jeleként, valamint a szakmai és etikai elvek érvényesítése céljából szabályozza a mérnökök egyesülési feltételeit.

## A törvény története
Az 1867-ben megalakult Magyar Mérnöki Egyesület a mérnöki kamara létrehozását és törvényesítését tartalmazó Mérnöki Rendtartás megalkotását. A megvalósulásra 45 év múlva került sor, s végül megjelent az „Országos Törvénytárban” a mérnöki rendtartásról szóló 1923. évi XVII. törvénycikk. A Szálasi-kormány 1945. február 27-én felszámolta. Ezután 40 évig a szervezet legálisan nem létezett, ámbátor 1948-ban megalakult a MTESZ (Műszaki és Természettudományi Egyesületek Szövetsége), amely lehetőséget adott az egyesületi munkára. Az egyesülési törvény (1989. évi II. törvény – az egyesülési jogról) hozott változást, s 1989 márciusában elkezdődött az újjászervezés. 1993-ban meghatározták a mérnöki egyesülés szervezetének „köztestület” jellegét, fogalmát, s beiktatták a Polgári Törvénykönyvbe.A jogszabály – 7 évi küzdelem eredményeként – 1996. évi LVIII. számú törvényként az 1996. június 10-i Magyar Közlönyben jelent meg.

## Alapvető cél
A törvény általános része (1. § első bekezdése) kimondja, hogy 
"Az épített környezet alakításáról és védelméről szóló törvényben meghatározott építészeti-műszaki tervezési, tervellenőri, településtervezési, valamint építésügyi műszaki szakértői és településrendezési szakértői, továbbá – ha az adott tevékenységet szabályozó külön törvény úgy rendelkezik – más, törvényben vagy eredeti jogalkotói hatáskörben kiadott kormányrendeletben engedélyezéshez kötött, építésüggyel összefüggő tevékenységet (a továbbiakban együtt: mérnöki, illetve építészeti tevékenység) – a (3) és (4) bekezdésben, illetve kormányrendeletben foglaltak kivételével – csak az folytathat, aki az e törvényben szabályozott kamarai tagsággal rendelkezik."
A kamarai tagság nem kötelező, hanem bizonyos tevékenységek ezen tagság birtoka nélkül nem végezhetőek, még mérnökök számára sem.
A jogszabály általánosságban kitér a tagok jogaira és kötelességeire is. Rendelkezik továbbá a kamarák területi (megyei) és szakmák (Magyar Mérnöki Kamara és Magyar Építész Kamara) szerinti alapíthatóságáról, gazdálkodásukról, közhasznúságáról.

## Fő feladatok
- Országos, nyilvános névjegyzékek vezetése jogszabályok szerint jogosultságot szerzett személyekről.
- Területi kamarák szintjén meghozott határozatok elbírálása fellebbezések esetén.
- A mérnöki tevékenység szakmai, illetve etikai színvonalának fenntartása és fejlesztése, közreműködés a műszaki szabályozás, minőségbiztosítás rendszereinek kialakításában.
- Folyamatos együttműködés a felsőfokú képzésért felelős intézményekkel, részvétel a képesítési követelmények kialakításában.
- A mérnöki munka gazdasági környezetét (díjszabás, versenyszabályozás, piacvédelem stb.) befolyásoló közigazgatási rendelkezések véleményezése, érdekérvényesítés.
- A fiatal mérnökök önálló tevékenységre, jogosultságok megszerzésére irányuló törekvéseinek támogatása.

A törvényben is megállapított feladatok végrehajtása érdekében a kamara tagjai és a társadalom felé is szabályozza, meghatározza a megvalósítás módját, kereteit, nevezetesen:
- Törekszik a mérnöki tevékenység társadalmi elismertetésére.
- A nemzetközi kötelezettségek által megengedett módokon védi a magyar mérnökök érdekeit, segíti versenyképességük fenntartását, javítását.
- Képviseli tagjai felelősség- és minőségbiztosítással kapcsolatos érdekeit.
- Kapcsolatot tart, együttműködik hazai és külföldi, nemzetközi szakmai és műszaki tudományos egyesületekkel, illetve azok szövetségeivel.
- Véleményezi a mérnökök szakmai tevékenységét és anyagi helyzetét közvetlenül befolyásoló jogszabályok tervezeteit.
- Figyelemmel kíséri az országos jelentőségű versenyszabályozást, pályázatokat, szükség és lehetőség szerint részt vesz azok lebonyolításában,
- A kamarai tagság körében hatásköre keretei között szerez érvényt az etikai és fegyelmi szabályozásnak.

## Lásd még
- Lekérdezés a MÉK Home-on
- Magyar Építész Kamara Archiválva 2019. december 18-i dátummal a Wayback Machine-ben
- A kamarai törvény története
- Műszaki és Természettudományi Egyesületek Szövetsége
- Szemelvények a mérnökök és építészek szakmai szerveződéséről; Terc, Bp., 2016 (Magyar Mérnöki Kamara)
- Kihívások és válaszok. Magyar Mérnöki Kamara, 2017–2021; szerk. Virág Rudolf; MMK, Bp., 2021